# Дамараленд
Дамараленд е бивш бантустан в Югозападна Африка (днешна Намибия), създаден от проапартейдското правителство с цел управлението на местните жители от племето хереро и по-специално най-низшата социална племенна група дамара.
Площта на бантустана е 47 990 km2, а населението наброява около 44 000 души. Административен център е град Кориксас.
Подобно на останалите девет бантустана в Югозападна Африка, Дамараленд е закрит през май 1989 г. успоредно с обявяване на независимостта на Намбия. Днес бившият бантустан е част от регион Кунене.